# 陳冲內閣
陳冲內閣是指2012年2月6日至2013年2月18日期間，由時任行政院院長陳冲所領導的中華民國內閣，為馬英九政府任內的第三個內閣。當時行政院正在實施組織改造，部會首長因此分成兩批任命，被裁撤的部會首長大部分留任改造後的新部會。
陳冲是繼1997年蕭萬長後，12年來第一個具財經背景的行政院院長。由於在前行政院院長吳敦義請假參選副總統期間代理院務表現優異，加上其過去在金融界任職的優良口碑，成為陳冲獲任行政院院長的主因。由於當時歐債危機可能波及台灣，如何將歐債危機對台灣經濟的傷害減至最小，成為該內閣的重要工作之一。但陳冲上任後，景氣對策信號卻連續11個月為藍燈，直到2013年元月方轉為綠燈。
2013年1月27日，陳冲因健康因素請辭行政院院長獲准，2月7日內閣總辭，2月18日正式交接給江宜樺內閣，是馬政府執政時間第二短的內閣。

## 最終內閣成員
| - 行政院院長：陳冲國民 - 行政院副院長：江宜樺國民 - 行政院秘書長：陳士魁國民 - 行政院副秘書長：黃敏恭國民、陳慶財 - 內政部部長：李鴻源親民 - 外交部部長：林永樂 - 國防部部長：高華柱國民 - 財政部部長：張盛和國民 - 教育部部長：蔣偉寧 - 法務部部長：曾勇夫 - 經濟部部長：施顏祥 - 交通部部長：毛治國國民 - 文化部部長：龍應台 - 蒙藏委員會委員長 ：羅瑩雪 - 僑務委員會委員長：吳英毅國民 - 客家委員會主任委員：黃玉振國民 - 金融監督管理委員會主任委員：陳裕璋國民 - 行政院衛生署署長：邱文達國民 - 行政院環境保護署署長：沈世宏 - 行政院海岸巡防署署長：王進旺 - 行政院經濟建設委員會主任委員：尹啟銘（政務委員兼任）國民 - 行政院大陸委員會主任委員：王郁琦國民 - 行政院國軍退除役官兵輔導委員會主任委員：曾金陵 - 行政院原子能委員會主任委員：蔡春鴻 - 行政院國家科學委員會主任委員：朱敬一 - 行政院研究發展考核委員會主任委員：宋餘俠 - 行政院農業委員會主任委員：陳保基國民 - 行政院勞工委員會主任委員：潘世偉 | - 公平交易委員會主任委員：吳秀明（任期制的獨立機關，不受內閣改組影響） - 行政院公共工程委員會主任委員：陳振川（政務委員兼任） - 原住民族委員會主任委員：孫大川 - 中央選舉委員會主任委員：張博雅（任期制的獨立機關，不受內閣改組影響） - 國家通訊傳播委員會主任委員：石世豪（任期制的獨立機關，不受內閣改組影響） - 行政院發言人：鄭麗文國民 - 行政院主計總處主計長：石素梅國民 - 行政院人事行政總處人事長：黃富源 - 中央銀行總裁：彭淮南（不受內閣改組影響）國民 - 國立故宮博物院院長:馮明珠 - 不管部會之政務委員：林政則（兼台灣省政府主席）國民、羅瑩雪、楊秋興、管中閔國民、張善政、黃光男、尹啟銘﹝再任﹞國民、陳振川 |

※備註：
1. 粗體除彭淮南為蕭萬長內閣續任者外均為吳敦義內閣續任者。
2. 斜體為行政院組織再造後將被裁撤或降級之部會。

## 部會政務及常務副首長
- 內政部政務次長：簡太郎國民
- 內政部常務次長：曾中明
- 外交部政務次長：石定、柯森耀
- 外交部常務次長：史亞平 國民
- 國防部軍政副部長：楊念祖
- 國防部軍備副部長：高廣圻
- 國防部常務次長：廖榮鑫、孫玦新
- 經濟部政務次長：梁國新
- 經濟部常務次長：杜紫軍、卓士昭
- 財政部政務次長：曾銘宗、張佩智
- 財政部常務次長：黃定方
- 教育部政務次長：陳益興、黃碧端
- 教育部常務次長：陳德華
- 交通部政務次長：葉匡時國民
- 交通部常務次長：陳建宇
- 法務部政務次長：陳守煌、吳陳鐶
- 法務部常務次長：蔡茂盛
- 文化部政務次長：張雲程、林金田
- 文化部常務次長：許秋煌
- 僑務委員會副委員長：任弘、呂元榮
- 中央銀行副總裁：嚴宗大、楊金龍
- 行政院主計總處副主計長：李玉麟、鹿篤瑾
- 行政院人事行政總處政務副人事長：顏秋來
- 行政院衛生署副署長：林奏延、戴桂英
- 行政院環境保護署副署長：葉欣誠
- 行政院海岸巡防署副署長：王崇儀
- 經濟建設委員會副主任委員：吳明機、黃萬翔、陳小紅
- 大陸委員會副主任委員：林祖嘉、張顯耀
- 國軍退除役官兵輔導委員會副主任委員：林文山、劉國傳
- 行政院原子能委員會副主任委員：周源卿
- 國家科學委員會副主任委員：牟中原、孫以瀚、賀陳弘
- 行政院研究發展考核委員會副主任委員：魏國彥、戴豪君
- 農業委員會副主任委員：胡興華、王政騰
- 勞工委員會政務副主任委員：郝鳳鳴
- 勞工委員會常務副主任委員：郭芳煜
- 金融監督管理委員會副主任委員：吳當傑
- 公平交易委員會副主任委員：孫立群
- 行政院公共工程委員會副主任委員：陳純敬、吳國安
- 客家委員會副主任委員：李朝明、鍾萬梅
- 原住民族委員會副主任委員：洪良全、徐明淵、林江義
- 國家通訊傳播委員會副主任委員：虞孝成
- 中央選舉委員會副主任委員：劉義周
- 國立故宮博物院副院長：周筑昆

## 內閣人事異動
- 行政院人事行政總處人事長：吳泰成→黃富源（2012年3月25日）
- 行政院政務委員：張進福 准辭→經濟建設委員會主任委員尹啟銘兼任（再任）
- 行政院發言人：楊永明 新聞局裁撤→胡幼偉（2012年5月20日）
- 財政部長：劉憶如 准辭→張盛和（2012年6月1日）
- 財政部政次：徐仁輝 准辭→曾銘宗（2012年6月11日）
- 行政院農業委員會副主任委員：陳文德→王政騰（2012年6月27日）
- 行政院秘書長：林益世准辭→行政院副秘書長陳士魁代理（2012年6月29日）
- 經濟部政次：林聖忠 准辭→梁國新（2012年7月1日）
- 行政院研究發展考核委員會主任委員：朱景鵬 准辭→宋餘俠（2012年7月4日）
- 總統令特任陳士魁為行政院秘書長（2012年7月10日）
- 總統令特任行政院研考會副主委黃敏恭為行政院副秘書長（2012年7月11日）
- 總統令任命戴豪君為行政院研究發展考核委員會副主任委員（2012年7月26日）
- 國立故宮博物院院長：周功鑫 准辭（2012年7月30日）
- 國家通訊傳播委員會主任委員：蘇蘅 卸任→石世豪（2012年8月1日）
- 僑務委員會副委員長薛盛華、許振榮因組織調整，均應予免職（2012年9月1日生效）
- 行政院衛生署副署長蕭美玲准辭→中央健保局長戴桂英為行政院衛生署副署長（2012年9月1日生效）
- 總統令任命柯森耀為外交部政務次長（2012年9月1日生效）
- 國立故宮博物院院長：馮明珠（2012年9月13日）
- 總統令任命陳小紅為行政院經濟建設委員會副主任委員（2012年9月13日）
- 外交部長：楊進添→林永樂（2012年9月26日）
- 大陸委員會主任委員：賴幸媛→王郁琦（2012年9月28日）
- 勞工委員會主任委員：王如玄准辭→潘世偉（2012年10月1日）
- 大陸委員會副主任委員：高長准辭→林祖嘉（2012年10月16日）
- 行政院發言人：胡幼偉准辭→鄭麗文（2012年10月8日生效）
- 總統令任命郝鳳鳴勞工委員會副主任委員（2012年11月22日）
- 行政院體育委員會主任委員：戴遐齡→組織降級卸任（2012年12月31日）
- 行政院青年輔導委員會主任委員：陳以真→組織降級卸任（2012年12月31日）
- 總統令任命張佩智為財政部政次（2013年1月1日生效）
- 總統令任命陳益興為教育部政次（2013年1月1日生效）
- 外交部政次；董國猷改任駐歐盟兼駐比利時大使→石定（2013年1月4日）
- 教育部政次：林聰明准辭→黃碧端（2013年1月16日生效）
- 行政院政務委員兼福建省主席：薛承泰准辭（2013年2月16日生效）
- 大陸委員會副主任委員：劉德勳准辭（2013年2月1日生效）
- 法務部政次:陳守煌→陳明堂接任（2013年3月6日生效）
- 金融監督管理委員會副主任委員:李紀珠轉任中華郵政公司董事長（2013年2月5日）

## 內閣大事記錄
- 2012年2月6日：陳冲內閣上任
  - 2012年3月26日：行政院人事行政總處人事長由前考試院考試委員黃富源接任
  - 2012年5月20日：行政院發言人室成立。首任發言人由胡幼偉接任；文化部由其前身文化建設委員會末任主任委員龍應台直接轉任
  - 2012年5月31日：財政部長由該部前政次張盛和接任。
  - 2012年6月29日：行政院祕書長林益世因索賄案而辭職[4]。
  - 2012年7月4日：行政院研究發展考核委員會主任委員朱景鵬請辭。由副主委宋餘俠接任。
  - 2012年7月29日：國立故宮博物院院長周功鑫請辭。由副院長馮明珠暫代。
  - 2012年8月1日：國家通訊傳播委員會主任委員蘇蘅期滿卸任。由新任委員石世豪接任。
  - 2012年9月13日：國立故宮博物院院長由原副院長馮明珠接任。
  - 2012年9月18日：民主進步黨和台灣團結聯盟對陳冲提不信任案，於9月22日表決，以46比66票遭否決。陳冲成為第二位被倒閣的行政院長（首位是1997年的蕭萬長）。
  - 2012年9月26日：總統令任命林永樂接任外交部長
  - 2012年9月28日：總統令任命王郁琦接任大陸委員會主任委員
  - 2012年9月26日：勞工委員會主任委員王如玄因基本工資緩漲請辭，10月1日總統令任命原副主任委員潘世偉接任。
  - 2012年10月8日：行政院發言人胡幼偉請辭由鄭麗文接任。

### 腳註
1. ↑  .   [2012-01-28]. （原始内容存档于2012-01-31）.
2. 1 2  . 民視新聞. 2012-01-31  [2012-01-31].[]
3. ↑  .   [2012-01-28]. （原始内容存档于2016-03-04）.
4. ↑  遭指控索賄 政院秘書長林益世請辭獲准 []，中央廣播電臺，2012年6月29日

### 網頁
- 經濟動能推升方案
- 立院表決 倒閣案不通過  中央社 2012-9-22 （页面存档备份，存于）
- 內閣將總辭 閣揆2/6交接 中央社 2012-1-30 （页面存档备份，存于）
- . nownews. 2012-01-31  [2012-01-31]. （原始内容存档于2012-02-01）.
- 總統令-朱景鵬准辭 2012-7-4 （页面存档备份，存于）
- 總統令-宋餘俠任命令 2012-7-9 （页面存档备份，存于）
- 總統令-陳冲任命令  2012-2-1
- 總統令-林聰明免職令 2012-1-22 （页面存档备份，存于）
- 總統令-任免官員 2013-1-2
- 總統令-任免官員 2013-1-9
- 總統令-任免官員 2013-1-16
- 總統令-劉德勳免職令 2013-1-25
- 總統令-薛承泰免職令 2013-1-25 （页面存档备份，存于）
- 總統令-陳明堂任命令 2013-1-31 （页面存档备份，存于）